# Bakkus
Bakkus (latin Bacchus og græsk Βάκχος Bakkhos) var i den antikke græsk-romerske religion vinens gud, som regel identificeret med Dionysos.

## Eksterne links
- Wikimedia Commons har flere filer relateret til Bakkus